# السراج (أسلم)

تعديل مصدري - تعديل

السراج هي إحدى قرى عزلة أسلم الشام بمديرية أسلم التابعة لمحافظة حجة، بلغ تعداد سكانها 85 نسمة حسب تعداد اليمن لعام 2004.